# Нур Сутан Искандар
Нур Сутан Искандар (индон. Nur Sutan Iskandar; 3 ноября 1893, Сунгай-Батанг, Западная Суматра — 28 ноября 1975, Джакарта) — индонезийский писатель, переводчик и общественный деятелей.

## Краткая биография
Из народности минангкабоу. Работал в издательстве «Балей Пустака», входил в руководящий совет патриотической организации «Буди Утомо», преподавал в Университете Индонезия (1955—1960).

## Творчество
В романах «Что поделаешь, если ты женщина» (1922, под псевдонимом Нурсия Искандар), «Неверный выбор» (1928), «По вине родителей» (1932), «Земной ад» (1937) критикуются старые обычаи и традиции. Роман «Рыцарь короля» (1934) — один из первых индонезийских исторических романов. Из произведений, написанных после провозглашения независимости Индонезии (1945), наибольший интерес представляют социальный роман «Джангир Бали» (1946) и исторический роман «Жемчуг» (1946). Автор ряда филологических работ. Перевёл на индонезийский язык произведения А. Дюма-отца, Мольера, А. Конана Дойла, Г. Р. Хаггарда, Г. Сенкевича, Рабиндраната Тагора.

## Награды
- Медаль за заслуги в развитии культуры (Satya Lencana Kebudayaan) (1961)